# Chachita
Chachita (ros. Хахита) – wieś w Rosji, w Dagestanie, w rejonie lewaszyńskim. W 2010 liczyła 1165 mieszkańców, głównie Awarów.